# Gran Premio di Città del Messico 2022
Il Gran Premio di Città del Messico 2022 è stata la ventesima prova della stagione 2022 del campionato mondiale di Formula 1. La gara si è corsa domenica 30 ottobre all'Autodromo Hermanos Rodríguez di Città del Messico ed è stata vinta dall'olandese Max Verstappen su Red Bull Racing-RBPT, al trentaquattresimo successo in carriera; Verstappen ha preceduto sul traguardo il britannico Lewis Hamilton su Mercedes e il suo compagno di squadra, il messicano Sergio Pérez.
All'intero weekend di gara hanno assistito 395 902 spettatori, allora nuovo record per il Gran Premio di Città del Messico all'Autodromo Hermanos Rodríguez. Il precedente primato apparteneva all'edizione precedente e inaugurale del 2021, caratterizzata da una presenza di 371 000 spettatori nel fine settimana.

## Vigilia

### Sviluppi futuri
Il pilota di Formula 2 per il team britannico UNI-Virtuosi, e di riserva della scuderia francese Alpine, l'australiano Jack Doohan, viene annunciato partecipante alla prima sessione di prove libere del Gran Premio di Abu Dhabi in programma il successo 20 novembre. A partire da questo campionato, secondo il regolamento sportivo, tutte le dieci squadre iscritte al campionato hanno l'obbligo di schierare, durante le sessioni di prove libere, almeno due piloti giovani. Le squadre hanno un numero prestabilito di sessioni nelle quali schierare dei giovani debuttanti.
La casa automobilistica tedesca Audi sceglie la scuderia svizzera Alfa Romeo come partner per l'ingresso in Formula 1 a partire dalla stagione 2026. La casa di Ingolstadt acquisisce una partecipazione del gruppo svizzero per creare una partnership strategica. Nel comunicato l’Audi spiega come sarà suddiviso il lavoro tra i due gruppi, con la partnership tecnica che si muoverà sull’asse Hinwil-Neuburg, tra Svizzera e Germania. Mentre il propulsore sarà creato a Neuburg, Sauber svilupperà e produrrà la vettura presso il suo stabilimento di Hinwil. Essa sarà anche responsabile della pianificazione e dell’esecuzione delle operazioni di gara. Inoltre correrà di fatto sotto le insegne dell’Audi, trasformandosi a tutti gli effetti nel team ufficiale del marchio tedesco.

### Aspetti tecnici
Per questo Gran Premio la Pirelli, fornitore unico degli pneumatici, offre la scelta tra gomme di mescola C2, C3 e C4, la tipologia di pneumatici che caratterizza la gamma centrale del genere di coperture messe a disposizione dall'azienda italiana, la stessa scelta utilizzata nel precedente Gran Premio degli Stati Uniti d'America. Come nell'edizione inaugurale del 2021 del Gran Premio, l'azienda italiana nomina la stessa tipologia. È la nona volta durante il campionato che il fornitore unico degli pneumatici nomina questa tipologia.
La Federazione conferma le tre zone per l'utilizzo del Drag Reduction System stabilite nella prima edizione della corsa quando, con tale denominazione, il Gran Premio debuttò nel calendario del campionato mondiale di Formula 1. Sul circuito sede della gara, l'Autodromo Hermanos Rodríguez, in passato tracciato ospitante di venti edizioni valide per il mondiale di Formula 1 del Gran Premio del Messico, vengono fissate tre zone per l'utilizzo del dispositivo mobile fin dalla prima edizione della gara. La prima e la seconda zona sono stabilite, rispettivamente, sul lungo rettilineo dei box e nel tratto compreso tra la curva 3 e la curva 4, con un unico detection point, fissato all'uscita della curva 15. La terza zona è stabilita tra la curva 11 e la curva 12, con detection point stabilito dopo la curva 9. Rispetto all'edizione del 2021, il punto di attivazione del dispositivo mobile per la zona lungo il rettilineo dei box viene spostato da 323 metri dopo la curva 17 a 165 metri dopo di essa, così come il punto di attivazione per la zona compresa tra la curva 3 e la curva 4, da 116 metri dopo la curva 3 a 115 metri dopo di essa.
Il circuito, rispetto all'edizione precedente, è oggetto di alcune modifiche. Tra la curva 1 e la curva 2 il muro è stato riallineato parallelamente alla pista. 
Nuovi cordoli sono stati installati tra la curva 1 e la curva 4. Il muro sulla destra alla curva 12 è stato allungato di tre metri. Il pannello luminoso numero 1, posto all'altezza della linea di rilevamento del tempo sul giro sul rettilineo del traguardo, viene spostato dalla sinistra e installato sulla destra. Il pannello luminoso numero 4, posto sulla sinistra alla curva 3, viene leggermente spostato più avanti, così come il pannello luminoso numero 5, posto tra la curva 3 e la curva 4.
La Federazione stabilische che se un pilota passa completamente dietro il cordolo bianco e rosso all'apice della curva 11 deve ricongiungersi alla pista tenendosi a destra della prima disposizione dei blocchi di polistirene e poi completamente a sinistra del secondo blocco di polistirolo parallelo all'uscita della curva. Se un pilota non percorre correttamente la curva 4, è ritenuto a utilizzare la via di fuga che riconduce alla pista prima della curva 6.
Prima dell'inizio della seconda sessione di prove libere del venerdì, sulla vettura di Kevin Magnussen viene installata la sesta unità relativa al motore a combustione interna. Il pilota canadese della Haas è penalizzato di cinque posizioni sulla griglia di partenza in quanto il primo nuovo componente installato supera quelli utilizzabili nel numero massimo stabilito dal regolamento tecnico.

### Aspetti sportivi
Il Gran Premio rappresenta il ventesimo appuntamento stagionale a distanza di una settimana dalla disputa del Gran Premio degli Stati Uniti d'America, diciannovesima gara del campionato. Per la nona e penultima volta durante la stagione, la prima tra il Gran Premio del Bahrein, gara inaugurale della stagione, e il Gran Premio d'Arabia Saudita, la seconda tra il Gran Premio di Spagna e il Gran Premio di Monaco, la terza tra il Gran Premio d'Azerbaigian e il Gran Premio del Canada, la quarta tra il Gran Premio di Gran Bretagna e il Gran Premio d'Austria, la quinta tra il Gran Premio di Francia e il Gran Premio d'Ungheria, la sesta tra il Gran Premio del Belgio e il Gran Premio d'Olanda, la settima tra la gara olandese e il Gran Premio d'Italia, e l'ottava tra il Gran Premio di Singapore e il Gran Premio del Giappone, il mondiale vede la disputa di un Gran Premio a distanza di una settimana dall'altra. A differenza dell'edizione inaugurale corsa nel mese di novembre in cui, inizialmente in programma il 31 ottobre, venne posticipata a causa della riduzione del numero di gare in calendario, questa viene corsa in ottobre. A questa edizione assistono 395 902 spettatori nel corso del weekend di gara, il quale rappresenta il record assoluto per il Gran Premio. Il precedente primato apparteneva all'edizione precedente e inaugurale del 2021, caratterizzata da una presenza di 371 000 spettatori nel fine settimana.
Dopo la disputa del precedente Gran Premio degli Stati Uniti d'America, il mondiale resta in Nordamerica per la tenuta di un'altra prova prevista in questa parte del continente americano. È la quarta e ultima prova a disputarsi nel mese di ottobre, la nona della seconda parte di stagione, e la settima gara dopo la pausa estiva obbligatoria della durata di tre settimane, nonché la terzultima del campionato composto dal numero record di ventidue appuntamenti, come nella precedente stagione, oltre a essere l'ultimo dei tre appuntamenti da corrersi in America del Nord, dopo il Gran Premio del Canada e il precedente Gran Premio degli Stati Uniti d'America. Il contratto per la disputa del Gran Premio di Città del Messico nel calendario del campionato mondiale di Formula 1, sempre all'Autodromo Hermanos Rodríguez, ha una valenza fino al termine di questa stagione, anche se il Gran Premio è già stato confermato nel calendario della successiva stagione quale ventunesima prova del mondiale in programma il 29 ottobre. Per la seconda edizione consecutiva della gara, dopo quella inaugurale del 2021, il Gran Premio non presenta una sponsorizzazione nella denominazione ufficiale, risultando il terzo Gran Premio del campionato, dopo quelli di Monaco e d'Azerbaigian, a non essere oggetto di title sponsor.
Presente nel calendario del campionato mondiale di Formula 1 fin dalla precedente stagione, il Gran Premio di Città del Messico vede la disputa della sua seconda edizione. Inizialmente il debutto della gara era previsto durante la stagione 2020, sempre agli inizi del mese di novembre, ma, a causa delle problematiche dettate dalla pandemia di COVID-19, la Formula 1 non poté spostarsi oltreoceano, costringendo la Federazione ad annullare tutte le tappe previste sul suolo americano, posticipando quindi il suo debutto alla stagione 2021. La denominazione del Gran Premio, nella lingua locale in spagnolo Gran Premio de la Ciudad de México rappresentò la quarantanovesima diversa denominazione utilizzata dalla Federazione per un Gran Premio nel calendario del mondiale. L'Autodromo Hermanos Rodríguez, sede della gara, è già stato oggetto, su tre diverse configurazioni, di venti edizioni valide per il campionato mondiale di Formula 1 del Gran Premio del Messico, corse dal 1963 al 1970, dal 1986 al 1992, e nuovamente dal 2015 al 2019. Fin dalla prima edizione di questa gara, la configurazione usata del tracciato è quella introdotta nel 2015. Il circuito si trova a 2 238 metri sul livello del mare, all'altezza più alta fra tutti i tracciati presenti nel calendario del campionato mondiale, oltre a essere il secondo più corto del mondiale, dietro al circuito di Monaco sede del Gran Premio omonimo. Il Messico rientra tra diverse nazioni ad aver ospitato almeno due Gran Premi sul proprio territorio, oltre a quello omonimo. La Formula 1 celebra i 60 anni nel Paese, con la prima gara, sotto la denominazione di Gran Premio del Messico, non valida quale prova per il campionato mondiale, avuta luogo nella stagione 1962. L'unica edizione che non è stata corsa della gara è quella della stagione 2020, condizionata dalla pandemia di COVID-19.
Prima del Gran Premio di Singapore, la Federazione, nella giornata del venerdì, rilascia una nota in cui afferma di ultimare la valutazione dei dati finanziari del campionato precedente presentati da tutti i team di Formula 1. Le presunte violazioni del regolamento finanziario, se presenti, sono trattate secondo il processo formale stabilito dal regolamento. Secondo le ultime indiscrezioni, la scuderia austriaca Red Bull Racing e quella britannica Aston Martin non avrebbero rispettato il budget cap posto a 145 milioni di dollari nel 2021. L'infrazione da parte della scuderia di Milton Keynes non è grave e dunque sarebbe inferiore al 5% del budget cap a disposizione della scorsa stagione. Le possibili sanzioni, dunque, non vanno oltre a una multa o a una decurtazione dei fondi a disposizione per la prossima stagione. La Federazione rilascia un comunicato in cui prende atto delle speculazioni e delle congetture prive di fondamento emerse in relazione alla questione e ribadisce che la valutazione è in corso e che viene seguito il giusto processo senza tenere conto di alcuna discussione esterna. Prima della disputa del precedente Gran Premio del Giappone era atteso un report dettagliato da parte dell'organo mondiale dell'automobilismo su eventuali sanzioni da adottare. Nella giornata del mercoledì prima della gara giapponese, precedentemente programmata come quella in cui doveva essere pubblicato un report dettagliato sulle spese delle squadre, la Federazione comunica il rinvio al giorno successivo alla disputa della gara il rilascio dei certificati sul bilancio 2021 dei team su eventuali sanzioni legate al budget cap. La Federazione ribadisce per la seconda volta che non c'è nulla di vero di quanto trapelato sino ad ora attraverso i media, con ogni insinuazione riguardante la diffusione di informazioni riservate da parte del personale della Federazione che è ugualmente priva di fondamento. Per la Federazione è il terzo rinvio riguardo alle comunicazioni sul budget cap. Le squadre erano state informate inizialmente per il 30 settembre, per poi la comunicazione essere spostata al 3 ottobre, successivamente al 5 ottobre e nuovamente al 10 ottobre. Dopo la gara giapponese, l'organo mondiale dell'automobilismo comunicato che la Red Bull Racing supera il tetto di spesa per una cifra inferiore al 5%, mentre per l'Aston Martin si tratta di una violazione procedurale. Considerando il limite del budget cap 2021 fissato a 145 milioni di dollari, il tetto del 5% equivale a un massimo di 7,25 milioni di dollari. La violazione accertata della Red Bull Racing è dunque minore di 7,25 milioni di dollari. Secondo la normativa attualmente in vigore, le violazioni procedurali possono comportare sanzioni pecuniarie oppure penalità sportive minori, in caso di circostanze aggravanti, come specificato nel regolamento finanziario. Una violazione di spesa minore può comportare sanzioni finanziarie oppure penalità sportive minori. La scuderia austriaca si dichiara sorpresa e delusa. Il team ha evidenziato come il documento presentato fosse all’interno del limite imposto e che dunque procederà ad una sua attenta revisione, dato che resta convinto che i costi rilevanti fossero entro il tetto di spesa. La squadra ha infine spiegato che considererà le opzioni a sua disposizione, pur rispettando il procedimento regolamentare della Federazione. La scuderia britannica McLaren scrive una lettera di protesta alla Federazione. Secondo il team di Woking, due milioni di dollari rappresentano un miglioramento del 25-50% del budget annuale per lo sviluppo di una vettura e quindi avrebbero un significativo beneficio positivo e duraturo. La scuderia, inoltre, ritiene che debbano essere previste sanzioni sportive per i piccoli sforamenti, pari a una riduzione del 20% del tempo dedicato alla simulazione e alla galleria del vento. Queste dovrebbero essere applicate l’anno successivo, per attenuare l’ingiusto vantaggio di cui il team beneficia. Per evitare che le squadre accumulino e beneficino dell’effetto moltiplicatore di diverse violazioni minori del tetto di spesa, il team inglese suggerisce che una seconda violazione minore del tetto di spesa faccia passare automaticamente la squadra a una violazione maggiore. La Red Bull Racing recalcitra ad accettare l'accordo transattivo con la Federazione per le violazioni minor nel limite di spesa della stagione 2021. L'organo mondiale dell'automobilismo desidera una sanzione economica fatto di una multa, o la decurtazione di una cifra dal monte disponibile nei prossimi due anni, insieme alla riduzione di 500 ore in galleria del vento delle 2 000 concesse per i prossimi due anni. Il giorno della gara statunitense, la scuderia austriaca e la Federazione si accordano sulla pena da scontare che è sia finanziaria che sportiva. La scuderia mantiene intatto il budget a disposizione nel 2023 di 135 milioni di dollari, ma ha meno ore da dedicare allo sviluppo in galleria del vento e deve pagare una multa. L'accordo, in linea definitiva, viene ufficializzato prima di questo appuntamento vista la scomparsa di Dietrich Mateschitz, imprenditore austriaco e cofondatore della nota casa produttrice della bevanda energetica Red Bull. La pena inflitta alla Red Bull Racing riguarda sette milioni di dollari e la riduzione del 10% sul tempo di sviluppo della vettura per la prossima stagione. La squadra è risultata di aver sforato il budget cap fissato a 145 milioni di dollari di circa 2,2 milioni, con un superamento del tetto dell’1.6%. Le due parti sono giunte ad una sorta di patteggiamento. L'Aston Martin viene invece multata di 450 000 dollari per le infrazioni procedurali.
Alla vigilia del Gran Premio d'Olanda, la Pirelli, fornitore unico degli pneumatici, annuncia che nel Gran Premio del Giappone e nel precedente Gran Premio degli Stati Uniti d'America, la seconda sessione di prove libere del venerdì viene allungata di 30 minuti rispetto al programma predefinito di un'ora, per permettere ai team di provare le gomme prototipali del fornitore unico degli pneumatici per la successiva stagione. L'obiettivo è avere dati, riscontri e pareri da parte dei costruttori per capire quali gomme saranno poi presentate e utilizzate nel 2023. Visto la disputa della seconda sessione di prove libere del venerdì con condizioni meteorologiche avverse, il test della Pirelli viene annullato nella gara giapponese, venendo riprogrammato nella stessa sessione di questa gara. La sessione, comunque, viene tenuta sulla durata di 90 minuti nella precedente gara in Giappone. La Federazione pubblica le linea guida per tutti i partecipanti alla seconda sessione per l'utilizzo delle coperture future.
Dopo la gara del precedente Gran Premio degli Stati Uniti d'America, la scuderia statunitense Haas avvia una protesta contro la vettura del pilota spagnolo dell'Alpine, Fernando Alonso, per la perdita dello specchietto di destra a seguito dell'incidente con Stroll in pieno rettilineo, e contro la vettura del pilota messicano della Red Bull Racing, Sergio Pérez, per l'alettone anteriore danneggiato dopo un contatto con il pilota finlandese dell'Alfa Romeo, Valtteri Bottas. Entrambe le proteste vengono giudicate ammisibili e la scuderia francese e quella austriaca vengono convocate dai commissari sportivi. Nel primo caso, considerate le prove fornite, la protesta viene accolta e Alonso viene penalizzato con uno stop and go di dieci secondi convertito in una penalità di trenta secondi sul tempo di gara. Lo spagnolo, settimo all'arrivo, scala in quindicesima posizione. Nel secondo caso, considerate le prove fornite, la protesta viene respinta. L'Alpine avvia una protesta contro l’ammissibilità di quella della Haas, arrivata 24 minuti dopo il limite massimo previsto per presentare delle contestazioni inerenti all’esito del Gran Premio. Le due scuderie vengono convocate in videoconferenza il giovedì prima di questo appuntamento. Se la protesta è ammissibile, le parti vengono ascoltate in un separato incontro. I commissari sportivi annullano la penalità inflitta ad Alonso, ripristinandogli il settimo posto, in quanto la protesta della Haas non era ammissibile e presentata fuori tempo massimo.
Il pilota cinese dell'Alfa Romeo, Zhou Guanyu, corre per la prima volta in carriera all'Autodromo Hermanos Rodríguez, mentre quello monegasco della Ferrari, Charles Leclerc, disputa il centesimo Gran Premio nella categoria, dopo aver debuttato con la scuderia svizzera sotto la denominazione di Sauber nella stagione 2018. Leclerc, passato alla Ferrari nella stagione seguente, ha vinto cinque Gran Premi, ottenendo 23 podi, 18 pole position, sette giri veloci, 827 punti, due hat tricks e un Grand Chelem, oltre a essere il primo pilota di nazionalità monegasca ad aver vinto un Gran Premio in Formula 1. Il suo miglior risultato è stato il quarto posto in classifica piloti della stagione 2019.
Il pilota canadese dell'Aston Martin, Lance Stroll, è penalizzato di tre posizioni sulla griglia di partenza per aver causato una collisione con il pilota spagnolo dell'Alpine, Fernando Alonso, nel precedente Gran Premio degli Stati Uniti d'America. La Formula 1 viene denunciata per aver violato le linee guida dell'Organizzazione per la Cooperazione e lo Sviluppo Economico (OCSE), in merito alla decisione di assegnare al Gran Premio del Bahrein il contratto più lungo della storia della categoria, con scadenza nel 2036. Il contratto per la disputa di questo Gran Premio nel calendario del campionato mondiale di Formula 1, sempre all'Autodromo Hermanos Rodríguez, viene rinnovato fino alla stagione 2025.
A partire da questo Gran Premio, la Federazione adotta una nuova procedura per determinare se gli pneumatici intermedi aggiuntivi vengono resi disponibili. In un Gran Premio dove è prevista la Sprint, se né la prima sessione di prove libere, né le qualifiche sono dichiarate bagnate, il sistema meteorologico in uso fornisce un rapporto al direttore di gara entro un'ora dalla fine della sessione di prove di qualificazione. Se questo rapporto indica probabilità di pioggia nella seconda sessione di prove libere uguale o superiore al 50%, il treno aggiuntivo di gomme intermedie è messo a disposizione di tutte le squadre. In un Gran Premio dove non è prevista la Sprint, se né la prima e la seconda sessione di prove libere sono dichiarate bagnate, il sistema meteorologico in uso fornisce un rapporto al direttore di gara entro un'ora dalla fine della seconda sessione di prove libere. Se questo rapporto indica probabilità di pioggia nella terza sessione di prove libere uguale o superiore al 50%, il treno aggiuntivo di gomme intermedie è messo a disposizione di tutte le squadre. Il direttore di gara rilascia una nota alle squadre un'ora dalla fine delle qualifiche o della seconda sessione di prove libere, informandoli se il set aggiuntivo di pneumatici è messo a disposizione di tutte le squadre. Non ci saranno ulteriori revisioni.
Il pilota di riserva della scuderia statunitense Haas, il brasiliano Pietro Fittipaldi, prende parte alla prima sessione di prove libere del venerdì al posto del canadese Kevin Magnussen, con il numero 51. Il pilota francese di Formula 2 per il team britannico Carlin Motorsport, Logan Sargeant, e di riserva della scuderia britannica Williams, prende il posto del canadese Alexander Albon, utilizzando il numero 45, sempre nella stessa sessione. Per Sargeant è il secondo schieramento in stagione dopo aver preso parte alla stessa sessione del precedente Gran Premio degli Stati Uniti d'America al posto del canadese Nicholas Latifi, utilizzando lo stesso numero. Un altro pilota di Formula 2 per il team britannico UNI-Virtuosi, e di riserva della scuderia francese Alpine, l'australiano Jack Doohan, prende parte alla stessa sessione al posto di Esteban Ocon, debuttando in un weekend di gara di un Gran Premio di Formula 1, con il numero 82. Anche l'altro pilota di Formula 2 per la scuderia britannica Carlin Motorsport, e di riserva per la Red Bull Racing e l'AlphaTauri, il neozelandese Liam Lawson, prende parte alla stessa sessione al posto del pilota titolare giapponese Yuki Tsunoda, utilizzando il numero 40. Per Lawson è il secondo schieramento in stagione dopo aver partecipato nella stessa sessione del Gran Premio del Belgio, sempre per l'AlphaTauri al posto del francese Pierre Gasly, utilizzando lo stesso numero. Il pilota di riserva della Mercedes campione 2020-2021 di Formula E e 2019 di Formula 2, l'olandese Nyck de Vries, prende anche lui parte alla sessione, in sostituzione di George Russell, con il numero 19. Per De Vries è il quarto schieramento in stagione dopo aver debuttato in un weekend di gara di Formula 1 nel corso della prima sessione di prove libere del venerdì del Gran Premio di Spagna, al posto di Alexander Albon alla Williams, dove utilizzò il numero 45. Fu schierato per la seconda volta in stagione al posto di Lewis Hamilton alla Mercedes nella prima sessione di prove libere del Gran Premio di Francia, dove utilizzò il numero 19. Per la terza volta in stagione fu schierato dall'Aston Martin nelle prime prove libere del Gran Premio d'Italia al posto del tedesco Sebastian Vettel, dove utilizzò il numero 34. I cinque piloti vengono schierati secondo l'obbligo previsto nel regolamento sportivo valido da questa stagione. Il numero dei piloti partecipanti alla sessione, come nel precedente Gran Premio degli Stati Uniti d'America, non è appannaggio di quelli titolari, eguagliando il record segnato una settimana prima.
Per questo Gran Premio, la FIA designa il tedesco Niels Wittich quale direttore di gara. L'ex pilota di Formula 1 Vitantonio Liuzzi è nominato commissario aggiunto. L'italiano ha svolto in passato, in diverse occasioni, tale funzione, l'ultima al Gran Premio di Francia. È la casa automobilistica inglese Aston Martin, come nella gara precedente, a fornire la safety car e la medical car.

## Prove

### Resoconto
La pista si presenta poco gommata, nella prima sessione, e, inoltre, la temperatura dell'asfalto risulta molto elevata. I primi due tempi sono conquistati da i due piloti della Ferrari: Carlos Sainz Jr. precede di pochi millesimi Charles Leclerc. Entrambi i piloti hanno colto il tempo con gomme morbide, anche se Leclerc non ha potuto concentrarsi sullo studio delle gomme a mescola dura, per una foratura. Il lavoro è stato perciò finalizzato dal suo compagno di scuderia. I due piloti della Red Bull Racing, Max Verstappen e Sergio Pérez, hanno colto lo stesso tempo, al millesimo. Il messicano si è concentrato maggiormente sull'uso delle gomme morbide, mentre il campione del mondo ha testato le copertura a mescola hard. L'olandese è stato autore anche di un errore di guida, alla curva 11. I tempi sono molto vicini, tanto che i primi dieci piloti sono racchiusi in poco più di otto decimi. La sessione è stata interrotta, per due volte, con bandiera rossa. Nel primo caso per recuperare la Haas di Pietro Fittipaldi, costretto a parcheggiare la vettura a bordo pista, per un problema tecnico. Nella seconda occasione la direzione di gara ha dovuto, a pochi minuti dal termine della sessione, interrompere le prove, per mettere in sicurezza l'AlphaTauri di Liam Lawson, fermo per un guasto ai freni.
La seconda sessione è dedicata, in larga parte, allo studio delle copertura per la stagione 2023. I piloti titolari, che avevano saltato la prima sessione, hanno avuto, comunque, a disposizione 45 minuti, per utilizzare invece le gomme della stagione in corso. Il migliore della sessione è stato perciò George Russell, uno dei piloti che avevano saltato la prima sessione, che ha preceduto Yuki Tsunoda e Esteban Ocon, altri due di quelli che erano stato sostituiti al mattino. Hamilton, quarto assoluto, è stato il più veloce fra i piloti costretti a utilizzare solo le gomme prototipo, staccato di un secondo e mezzo dal compagno di team. Anche questa sessione è stata interrotta con bandiera rossa. Dopo 35 minuti Leclerc è terminato contro le barriere, all'ingresso della zona mista. Il monegasco ha danneggiato la sospensione posteriore sinistra e l'ala posteriore. La seconda interruzione è dovuta a Zhou Guanyu, rimasto fermo per un problema idraulico.
Durante le prime due sessioni di prove libere del venerdì, Daniel Ricciardo e Pierre Gasly utilizzano l'assemblaggio di una trasmissione al di fuori dell'allocazione prevista secondo il regolamento tecnico. Entrambi i piloti non sono penalizzati sulla griglia di partenza in quanto tale operazione rientra tra quelle effettuabili nel numero massimo consentito dal regolamento tecnico.
Nella notte tra il venerdì e il sabato, la Mercedes utilizza uno dei due coprifuochi concessi durante la stagione per effettuare le operazioni sulle proprie vetture. La scuderia tedesca non riceve sanzioni.
Le due Mercedes sono le più rapide, nella terza sessione di prove libere. Anche in questa sessione Russell è stato il migliore, battendo per 144 millesimi il compagno di team Hamilton. Russell ha colto la migliore prestazione nella seconda parte della sessione, quando la pista è migliorata, grazie alla migliore gommatura. Al terzo posto si è piazzato Verstappen, che si è maggiormente dedicato allo studio delle coperture per la gara. La scuderia austriaca, che ha anche il quinto tempo, con Pérez, ha dimostrato alcuni problemi di trazione. Tra le due Red Bull Racing c'è Leclerc. La Ferrari risulta molto veloce nella prima parte del tracciato, risultando invece meno guidabile nella parte mista, penalizzata dal sottosterzo.
L'Aston Martin è stata multata di 100 euro da parte della Federazione in quanto Lance Stroll ha superato il limite di velocità stabilito nella corsia dei box.

### Risultati
Nella prima sessione del venerdì si è avuta questa situazione:
| Pos | Nº | Pilota           | Costruttore          | Tempo    | Gap    | Giri |
| --- | -- | ---------------- | -------------------- | -------- | ------ | ---- |
| 1   | 55 | Carlos Sainz Jr. | Ferrari              | 1'20"707 |        | 25   |
| 2   | 16 | Charles Leclerc  | Ferrari              | 1'20"753 | +0"046 | 20   |
| 3   | 11 | Sergio Pérez     | Red Bull Racing-RBPT | 1'20"827 | +0"120 | 22   |

Nella seconda sessione del venerdì si è avuta questa situazione:
| Pos | Nº | Pilota         | Costruttore     | Tempo    | Gap    | Giri |
| --- | -- | -------------- | --------------- | -------- | ------ | ---- |
| 1   | 63 | George Russell | Mercedes        | 1'19"970 |        | 32   |
| 2   | 22 | Yuki Tsunoda   | AlphaTauri-RBPT | 1'20"798 | +0"828 | 30   |
| 3   | 31 | Esteban Ocon   | Alpine-Renault  | 1'21"177 | +1"207 | 31   |

Nella sessione del sabato mattina si è avuta questa situazione:
| Pos | Nº | Pilota         | Costruttore          | Tempo    | Gap    | Giri |
| --- | -- | -------------- | -------------------- | -------- | ------ | ---- |
| 1   | 63 | George Russell | Mercedes             | 1'18"399 |        | 22   |
| 2   | 44 | Lewis Hamilton | Mercedes             | 1'18"543 | +0"144 | 23   |
| 3   | 1  | Max Verstappen | Red Bull Racing-RBPT | 1'18"876 | +0"477 | 18   |

## Qualifiche

### Resoconto
Le previsioni meteorologiche avvisano di un possibile arrivo della pioggia, soprattutto per la parte finale della sessione di prove ufficiali. Williams e Haas sono le prime scuderie che entrano in pista, e tutti i piloti optano per due giri di riscaldamento, prima di cercare la prestazione. Il primo rilievo cronometrico interessante è, però, quello di Sergio Pérez, presto battuto da Leclerc (1'19"505). Commette invece un errore Verstappen, a causa del sottosterzo e di una vettura che scivola nelle curve. Col secondo tentativo l'olandese porta il limite a 1'19"222. Hamilton si piazza terzo, staccato di tre decimi. L'altro pilota della Mercedes, Russell, è quinto, mentre anche Lando Norris è capace di battere il tempo di Pérez. Sale terzo Bottas, Ocon è settimo, giusto davanti all'altro pilota dell'Alpine, Fernando Alonso. Rimonta in sesta posizione Pérez, che viene immediatamente battuto da Mick Schumacher. Il tempo del tedesco è annullato, per il mancato rispetto dei limiti di pista. Si migliorano Norris e Gasly, ma il francese rimane in dodicesima piazza. Con l'ultimo tentativo Schumacher strappa il quattordicesimo tempo, mentre Ricciardo sale al tredicesimo posto. Vengono eliminati Schumacher, e i piloti di Aston Martin e Williams.
La Q2 inizia senza movimento in pista, per ben due minuti. I primi piloti a uscire sono Hamilton e Russell, col primo che fa meglio del secondo, per 13 millesimi. Verstappen, poco dopo, resta a quattro decimi. I tempi, però, si sono molto abbassati, rispetto alla prima fase. Ricciardo ottiene il quarto tempo, mentre Pierre Gasly è settimo, subito alle spalle di Pérez. Norris risale quarto, ma meglio fa ancora Valtteri Bottas, terzo. Sono meno competitive le Ferrari: Leclerc fa segnare il quinto tempo, mentre Carlos Sainz Jr. è settimo. In seguito Ocon coglie il quinto tempo. Pérez, dopo essere sceso in dodicesima posizione, risale terzo, a 0"063 da Hamilton. Il suo tempo è battuto dal compagno di team, Max Verstappen. Subito dopo Sainz Jr. risale secondo, staccato di otto millesimi dal miglior tempo. I primi cinque si trovano in 63 millesimi. Non passano alla fase decisiva Ricciardo, Zhou, Tsunoda, Gasly e Magnussen.
In Q3 esce per primo Pérez, mentre gli ultimi sono i due della Mercedes, senza tener conto di Alonso, che si limiterà a un solo giro veloce. Il messicano segna 1'18"153, miglior prestazione del weekend; Sainz Jr. resta a due decimi, mentre Leclerc è a mezzo secondo: entrambi i ferraristi non chiudono un giro perfetto. Norris sale quarto, ma lontano dai tempi di Red Bull Racing e Ferrari. Verstappen è capace di battere Pérez (1'17"947), così come Hamilton. Il tempo del britannico è però cancellato per il non rispetto dei limiti del tracciato, a sua volta battuto da Russell, che si intercala tra le due Red Bull Racing. A sorpresa Bottas si piazza tra le Ferrari. Alonso, col suo unico tentativo, è settimo, avendo anche colpito dei dissuasori nella zona dello stadio. Col secondo tentativo i due piloti della Ferrari non si migliorano a sufficienza per strappare la pole position, anche se Leclerc è capace di battere Bottas. Pérez si migliora, restando terzo, a 0"181 da Verstappen. Anche l'olandese si migliora, confermando la pole position, mentre Bottas supera di nuovo Leclerc. Infine Hamilton risale terzo, mentre Russell vede annullato il suo ultimo tentativo, restando comunque secondo.
Max Verstappen conquista la diciannovesima pole position in carriera, al sedicesimo posto nella storia del mondiale per numero di partenze in prima posizione, la sesta stagionale, per la prima volta da quella ottenuta nel Gran Premio del Giappone, dove poi vinse la corsa laureandosi campione del mondo per la seconda stagione consecutiva. Per il pilota olandese della Red Bull Racing è la prima partenza al palo all'Autodromo Hermanos Rodríguez fin dal suo debutto nella categoria nella stagione 2015, nonché la prima partenza al primo posto nel Gran Premio di Città del Messico, eguagliando Bottas, il più rapido in qualifica nell'edizione inaugurale precedente con la Mercedes. Verstappen è l'undicesimo pilota differente in pole position in undici Gran Premi disputati in Messico. L'autore della pole position non ha poi terminato sul podio all'Autodromo Hermanos Rodríguez fin dalla stagione 2016. Per la scuderia austriaca è la settima pole position stagionale, sei ottenute da Verstappen e una appannaggio di Pérez, l'ottantesima della propria storia, la prima dal Gran Premio del Giappone proprio con Verstappen, la seconda all'Autodromo Hermanos Rodríguez dopo quella nel Gran Premio del Messico 2018 con Ricciardo, e la prima nel Gran Premio di Città del Messico, al pari della Mercedes. Per il fornitore di motori della scuderia di Milton Keynes, Red Bull Powertrains, in sigla RBPT, è la prima pole position sul circuito messicano. Russell, secondo, parte solamente per la seconda volta in stagione in prima fila dopo la pole position ottenuta nel Gran Premio d'Ungheria, nonostante la partenza in seconda posizione nel Gran Premio d'Italia per via di altre penalità occorse ad altri piloti. Il britannico si qualifica meglio del connazionale Hamilton, per 0"005, per la prima volta dal Gran Premio d'Ungheria. Con Hamilton qualificato in terza posizione, posizione da cui è partito il vincitore nelle ultime due gare disputate sul tracciato messicano, l'edizione inaugurale del Gran Premio di Città del Messico e il Gran Premio del Messico 2019, la Mercedes presenta due vetture nei primi tre posti per la prima volta in campionato. Hamilton non è ancora partito in prima fila nel corso di questo campionato, ma nelle ultime quattro gare è partito per tre volte nelle prime tre posizioni. Pérez, quarto, parte nella stessa posizione dell'edizione precedente della gara, mentre Sainz Jr. è quinto, la posizione di partenza più alta sul circuito messicano, ma il peggior risultato in Q2 dal Gran Premio di Francia, otto Gran Premi fa. Bottas, sesto, dà all'Alfa Romeo il miglior risultato in qualifica dalla prima edizione del Gran Premio di Miami. Leclerc è settimo, per la prima volta fuori dai primi tre dal Gran Premio del Canada, otto gare fa, mentre Norris, ottavo, segna la miglior partenza sul circuito messicano dal Gran Premio del Messico 2019. Alonso è nono, avendo raggiunto il Q3 all'Autodromo Hermanos Rodríguez per la prima volta in carriera. Lo spagnolo vince il confronto testa a testa in qualifica in stagione con il compagno di scuderia Ocon. Il francese è decimo, solamente per la seconda volta qualificato nei primi dieci in carriera sul circuito messicano. Ricciardo, undicesimo, non entra in Q3 per solo 0"053, mentre per Zhou il dodicesimo posto è il miglior risultato dal Gran Premio d'Ungheria. Tsunoda, tredicesimo, fa meglio di Gasly, quattordicesimo, per l'ottava volta in campionato. Grazie al quindicesimo posto di Magnussen, ma partente diciannovesimo per via della penalità, la Haas entra in Q2 per la prima volta nella propria storia in un Gran Premio corso in Messico. Vettel, diciassettesimo, ma partente sedicimo per via della penalità di Magnussen, è eliminato in Q1 per la quinta volta nelle ultime otto gare, non essendosi mai qualificato inferiore alla nona posizione in Messico prima. Stroll, diciottesimo, ma partente ventesimo a causa della penalità, è eliminato nella prima fase delle qualifiche nella quarta partecipazione consecutiva in una gara tenutasi in Messico nel giorno del suo ventiquattresimo compleanno. Albon, diciannovesimo fa meglio di Latifi, ventesimo, partenti rispettivamente due posizioni avanti alla luce di altre penalità occorse ad altri piloti, in qualifica per la diciassettesima volta in stagione. Mick Schumacher, sedicesimo, e Sebastian Vettel, diciassettesimo, entrambi una posizione avanti in griglia di partenza per via della penalità di Magnussen, segnano lo stesso tempo, ma il pilota della Haas è classificato davanti a quello dell'Aston Martin in quanto ha registrato il tempo per primo. Latifi è il pilota più lento in qualifica per il quarto Gran Premio consecutivo dopo quelli di Singapore, Giappone e Gran Premio degli Stati Uniti d'America. I primi quattro piloti più veloci in Q2 sono racchiusi in 0"014, mentre i primi cinque in 0"063.
Sono stati cancellati quattro tempi dai commissari sportivi ai piloti per non aver rispettato i limiti della pista, durante le qualifiche. Si sono visti cancellare il tempo Mick Schumacher (alla curva 2), Alexander Albon (alla curva 8), Lewis Hamilton (alla curva 2) e George Russell (alla curva 12).

### Risultati
Nella sessione di qualifica si è avuta questa situazione:
| Pos                         | Nº | Pilota           | Costruttore                  | Q1       | Q2       | Q3       | Griglia |
| --------------------------- | -- | ---------------- | ---------------------------- | -------- | -------- | -------- | ------- |
| 1                           | 1  | Max Verstappen   | Red Bull Racing-RBPT         | 1'19"222 | 1'18"566 | 1'17"775 | 1       |
| 2                           | 63 | George Russell   | Mercedes                     | 1'19"583 | 1'18"565 | 1'18"079 | 2       |
| 3                           | 44 | Lewis Hamilton   | Mercedes                     | 1'19"169 | 1'18"552 | 1'18"084 | 3       |
| 4                           | 11 | Sergio Pérez     | Red Bull Racing-RBPT         | 1'19"706 | 1'18"615 | 1'18"128 | 4       |
| 5                           | 55 | Carlos Sainz Jr. | Ferrari                      | 1'19"566 | 1'18"560 | 1'18"351 | 5       |
| 6                           | 77 | Valtteri Bottas  | Alfa Romeo-Ferrari           | 1'19"523 | 1'18"762 | 1'18"401 | 6       |
| 7                           | 16 | Charles Leclerc  | Ferrari                      | 1'19"505 | 1'19"109 | 1'18"555 | 7       |
| 8                           | 4  | Lando Norris     | McLaren-Mercedes             | 1'19"857 | 1'19"119 | 1'18"721 | 8       |
| 9                           | 14 | Fernando Alonso  | Alpine-Renault               | 1'20"006 | 1'19"272 | 1'18"939 | 9       |
| 10                          | 31 | Esteban Ocon     | Alpine-Renault               | 1'19"945 | 1'19"081 | 1'19"010 | 10      |
| 11                          | 3  | Daniel Ricciardo | McLaren-Mercedes             | 1'20"279 | 1'19"325 | N.D.     | 11      |
| 12                          | 24 | Zhou Guanyu      | Alfa Romeo-Ferrari           | 1'20"283 | 1'19"476 | N.D.     | 12      |
| 13                          | 22 | Yuki Tsunoda     | AlphaTauri-RBPT              | 1'19"907 | 1'19"589 | N.D.     | 13      |
| 14                          | 10 | Pierre Gasly     | AlphaTauri-RBPT              | 1'20"256 | 1'19"672 | N.D.     | 14      |
| 15                          | 20 | Kevin Magnussen  | Haas-Ferrari                 | 1'20"293 | 1'19"833 | N.D.     | 19      |
| 16                          | 47 | Mick Schumacher  | Haas-Ferrari                 | 1'20"419 | N.D.     | N.D.     | 15      |
| 17                          | 5  | Sebastian Vettel | Aston Martin Aramco-Mercedes | 1'20"419 | N.D.     | N.D.     | 16      |
| 18                          | 18 | Lance Stroll     | Aston Martin Aramco-Mercedes | 1'20"520 | N.D.     | N.D.     | 20      |
| 19                          | 23 | Alexander Albon  | Williams-Mercedes            | 1'20"859 | N.D.     | N.D.     | 17      |
| 20                          | 6  | Nicholas Latifi  | Williams-Mercedes            | 1'21"167 | N.D.     | N.D.     | 18      |
| Tempo limite 107%: 1'24"710 |    |                  |                              |          |          |          |         |

In grassetto sono indicate le migliori prestazioni in Q1, Q2 e Q3.

## Gara

### Resoconto
I piloti di Red Bull Racing, Ferrari, insieme a Tsunoda, Schumacher, Vettel e Latifi, iniziano le gara con gomme soft, gli altri con le medie. Max Verstappen tiene il comando del Gran Premio, alla prima curva. Alle sue spalle si pone Lewis Hamilton, che battaglia col compagno George Russell. Ne approfitta Sergio Pérez che s'interpone fra i due. Seguono poi i due piloti della Ferrari, Fernando Alonso, Valtteri Bottas ed Esteban Ocon. Verstappen, su gomme morbide, non riesce a scavare un ampio margine su Hamilton, che, invece, utilizza gomme medie. Dopo venti giri l'olandese gode di un vantaggio di 2"3 sul britannico, 6" sul compagno di scuderia Pérez, 7"6 su Russell. Più staccato è Carlos Sainz Jr., a oltre 17 secondi, davanti a Charles Leclerc, a 21 secondi dalla testa.
Pérez è il primo, dei piloti di testa, a passare al cambio gomme, al ventiquattresimo giro. Il messicano opta per le gomme medie, ma un problema di disinserimento dello pneumatico posteriore sinistro rallenta il suo rientro in pista. Due giri dopo la stessa scelta viene seguita da Verstappen. Al ventisettesimo giro Pérez supera Leclerc, per il quinto posto. Il monegasco si ferma ai box al ventinovesimo giro. Hamilton, leader della gara, attende il trentesimo passaggio per la sua sosta, e decide di passare alle gomme di mescola dura. Il britannico rientra in gara terzo, alle spalle di Verstappen. Al trentesimo giro si ferma anche Sainz Jr.. Ora al comando va Russell che tenta di allungare lo stint, per poi poter concludere la gara con gomme soft. Al trentaquattresimo giro però il britannico viene richiamato ai box, per il cambio gomme. Anche in questo caso la Mercedes decide l'impiego di gomme a mescola dura.
Verstappen torna in vetta alla gara, davanti a Hamilton, Pérez, Russell, Alonso, Bottas e il duo della Ferrari. Al trentanovesimo passaggio Sainz Jr. passa Bottas, che poco dopo va ai box, per concludere la gara con gomme hard. Due giri dopo lo spagnolo passa anche Alonso, per riportarsi in quinta posizione. Subito dopo il pilota dell'Alpine effettua il suo cambio gomme. Dopo 43 giri Verstappen, sfruttando la migliore competitività delle coperture medie, ha un vantaggio di 9"3 su Hamilton, che si lamenta per la scelta delle gomme. Pérez è staccato di 11"3 dal leader, mentre Russell è a oltre 18 secondi. 
Al cinquantesimo giro Daniel Ricciardo colpisce la vettura di Yuki Tsunoda, nel tentativo di conquistare l'undicesima posizione. I danni della vettura dell'AlphaTauri sono troppo profondi per consentire al giapponese di proseguire la gara. La direzione di gara punisce l'australiano della McLaren con dieci secondi di penalità. Ricciardo, sfruttando le gomme soft montate al quarantaseiesimo giro, passa Norris, Bottas, e le due Alpine, portandosi in settima posizione. Alonso, al sessantacinquesimo giro, è costretto al ritiro, per un problema tecnico. La direzione di gara impone il regime di virtual safety car, che dura per due giri. Al sessantottesimo passaggio Pierre Gasly supera Alexander Albon, per l'undicesima posizione, ma non riesce a mettere pressione a Bottas, per l'entrata nella zona dei punti. Al penultimo giro Russell passa ai box, monta gomme morbide, e realizza il giro veloce della gara.
Verstappen vince con margine il Gran Premio, grazie alla tenuta delle gomme medie, che non consente a Hamilton, che ha chiuso la parte finale di gara con le hard, di impensierire l'olandese. Il pilota due volte campione del mondo della Red Bull Racing trionfa nella trentaquattresima corsa in carriera, la terza gara consecutiva dopo i precedenti Gran Premi del Giappone e degli Stati Uniti d'America, nonché la quattordicesima vittoria in stagione, nuovo record assoluto nella categoria, battendo quello del maggior numero di vittorie ottenute in un singolo campionato dai due tedeschi Sebastian Vettel, sempre con la Red Bull Racing, nella stagione 2013, e da Michael Schumacher con la Ferrari in quella del 2004, confermandosi vincitore per la seconda edizione consecutiva del Gran Premio di Città del Messico dopo quella inaugurale del 2021. Verstappen diviene il pilota con il maggior numero di trionfi in un Gran Premio disputato in Messico, con quattro successi, dopo aver vinto le edizioni 2017 e 2018 del Gran Premio omonimo, insieme alle prime due edizioni di questa gara. L'olandese ha vinto quattro volte sul circuito del Red Bull Ring, sede del Gran Premio d'Austria, per due volte nella stagione 2021 grazie alla disputa del Gran Premio di Stiria, ma fino alla disputa di questo appuntamento non aveva mai vinto sulla stessa pista in quattro anni diversi. Per la scuderia austriaca è la nona vittoria consecutiva, eguagliando il record del maggior numero di vittorie di fila della stagione 2013, a due lunghezze del record assoluto della McLaren di undici vittorie di seguito nella stagione 1988, la novantunesima vittoria complessiva della propria storia, nonché la sedicesima della stagione, nuovo record per il costruttore austriaco, oltre a diventare la squadra con il maggior numero di successi, quattro, insieme alla Lotus, considerandogli l'edizione della gara del 1962 non valida per il mondiale, in un Gran Premio disputato in Messico, dopo aver vinto le edizioni 2017 e 2018 del Gran Premio omonimo, insieme alle prime due edizioni di questa gara, sempre con Verstappen. La scuderia si conferma vittoriosa per la seconda edizione consecutiva della gara con i motori sotto una diversa denominazione, Red Bull Powertrains, in sigla RBPT, a differenza dell'ultimo trionfo del 2021 spinta da propulsori Honda, oltre a eguagliare il record di diciannove corse terminate a podio stabilito a cavallo delle stagioni 2010 e 2011. Hamilton, secondo, al centonovantesimo podio in carriera, ottiene l'ottavo podio stagionale, più di quelli ottenuti nelle ultime due stagioni con la McLaren, con ancora due gare rimanenti a disposizione per poter vincere almeno un Gran Premio in ogni stagione a cui a partecipato fin dal debutto in quella del 2007. Solo Verstappen e Leclerc si sono classificati meglio di Hamilton nelle ultime dodici gare dal Gran Premio del Canada. Pérez, terzo, prende nuovamente la seconda posizione in classifica piloti, con un margine di cinque punti su Leclerc. Russell, quarto, ottiene il giro veloce nel corso dell'ultimo giro, il secondo consecutivo dopo quello ottenuto nel precedente Gran Premio degli Stati Uniti d'America. Le Ferrari con Sainz Jr. quinto e Leclerc sesto terminano nelle stesse posizioni, ma invertite, per la seconda edizione consecutiva della gara. Per lo spagnolo è il miglior risultato sul circuito messicano, completando oltre due giri in gara per la prima volta dal Gran Premio di Singapore, mentre il monegasco, al centesimo Gran Premio nella categoria, termina la striscia record in carriera di cinque arrivi a podio. Ricciardo, settimo, nonostante una penalità di dieci secondi per aver causato una collisione con Tsunoda, ottiene punti solamente per la volta nelle ultime otto gare, mentre per Norris la nona posizione è il miglior risultato ottenuto sulla pista messicana. La McLaren è distante sette punti dall'Alpine nella lotta per la quarta posizione in classifica costruttori. Ocon termina ottavo e ottiene punti in una gara tenutasi in Messico per la prima volta dal 2017, il secondo arrivo a punti nelle ultime cinque gare. Bottas, decimo, pone fine alla serie più lunga per un pilota sulla griglia di partenza senza ottenere punti, dopo non averne conquistati in dieci gare dal Gran Premio di Gran Bretagna. Il vincitore Verstappen conduce la classifica piloti con il margine più alto mai ottenuto sul secondo, il compagno di squadra Pérez, distanziato di 136 punti. È anche il distacco più ampio mai registrato nella storia del mondiale quando mancano due Gran Premi alla conclusione del campionato. L'olandese segna il record del maggior numero di punti ottenuti in una singola stagione, 416, trovandosi a 31 lunghezze dai punti complessivi ottenuti da Russell e Hamilton in stagione, battendo il record detenuto proprio da Hamilton in cui nella stagione 2019 ottenne 413 punti. Verstappen vince il Gran Premio partendo dalla pole position e tenendo la posizione nel corso del primo giro, con l'autore della partenza al palo che non era salito sul podio in nessuna delle ultime quattro gare all'Autodromo Hermanos Rodríguez. I primi tre classificati ripropongono lo stesso identico podio dell'edizione inaugurale del 2021. Tale evento, per i primi tre classificati, si era verificato solo per le edizioni 1964 e 1965 del Gran Premio di Gran Bretagna con Jim Clark primo, Graham Hill secondo e John Surtees terzo, per le edizioni 1998 e 1999 del Gran Premio di Spagna con Mika Häkkinen primo, David Coulthard secondo e Michael Schumacher terzo, per le edizioni 2012 e 2013 del Gran Premio del Bahrein con Sebastian Vettel primo, Kimi Räikkönen secondo e Romain Grosjean terzo, per le edizioni 2018 e 2019 del Gran Premio di Spagna con Lewis Hamilton primo, Valtteri Bottas secondo e Max Verstappen terzo e per le edizioni 2020 e 2021 del Gran Premio di Spagna con Lewis Hamilton primo, Max Verstappen secondo e Valtteri Bottas terzo. I meccanici della McLaren stabiliscono il primato stagionale di tempo per una sosta ai box durante un pit stop di Ricciardo, con 1"98. Il precedente record apparteneva alla Red Bull Racing per una sosta ai box di Pérez con 2"09 nel Gran Premio d'Olanda.
Sono stati cancellati due tempi dai commissari sportivi ai piloti per non aver rispettato i limiti della pista, durante la gara. Si sono visti cancellare il tempo Charles Leclerc (alla curva 2) e Fernando Alonso (alla curva 14).

### Risultati
I risultati del Gran Premio sono i seguenti:
| Pos | Nº | Pilota           | Costruttore                  | Giri | Tempo/Ritiro       | Griglia | Punti |
| --- | -- | ---------------- | ---------------------------- | ---- | ------------------ | ------- | ----- |
| 1   | 1  | Max Verstappen   | Red Bull Racing-RBPT         | 71   | 1h38'36"729        | 1       | 25    |
| 2   | 44 | Lewis Hamilton   | Mercedes                     | 71   | +15"186            | 3       | 18    |
| 3   | 11 | Sergio Pérez     | Red Bull Racing-RBPT         | 71   | +18"097            | 4       | 15    |
| 4   | 63 | George Russell   | Mercedes                     | 71   | +49"431            | 2       | 13    |
| 5   | 55 | Carlos Sainz Jr. | Ferrari                      | 71   | +58"123            | 5       | 10    |
| 6   | 16 | Charles Leclerc  | Ferrari                      | 71   | +1'08"774          | 7       | 8     |
| 7   | 3  | Daniel Ricciardo | McLaren-Mercedes             | 70   | +1 giro            | 11      | 6     |
| 8   | 31 | Esteban Ocon     | Alpine-Renault               | 70   | +1 giro            | 10      | 4     |
| 9   | 4  | Lando Norris     | McLaren-Mercedes             | 70   | +1 giro            | 8       | 2     |
| 10  | 77 | Valtteri Bottas  | Alfa Romeo-Ferrari           | 70   | +1 giro            | 6       | 1     |
| 11  | 10 | Pierre Gasly     | AlphaTauri-RBPT              | 70   | +1 giro            | 14      |       |
| 12  | 23 | Alexander Albon  | Williams-Mercedes            | 70   | +1 giro            | 17      |       |
| 13  | 24 | Zhou Guanyu      | Alfa Romeo-Ferrari           | 70   | +1 giro            | 12      |       |
| 14  | 5  | Sebastian Vettel | Aston Martin Aramco-Mercedes | 70   | +1 giro            | 16      |       |
| 15  | 18 | Lance Stroll     | Aston Martin Aramco-Mercedes | 70   | +1 giro            | 20      |       |
| 16  | 47 | Mick Schumacher  | Haas-Ferrari                 | 70   | +1 giro            | 15      |       |
| 17  | 20 | Kevin Magnussen  | Haas-Ferrari                 | 70   | +1 giro            | 19      |       |
| 18  | 6  | Nicholas Latifi  | Williams-Mercedes            | 69   | +2 giri            | 18      |       |
| 19  | 14 | Fernando Alonso  | Alpine-Renault               | 63   | Motore             | 9       |       |
| Rit | 22 | Yuki Tsunoda     | AlphaTauri-RBPT              | 50   | Danni da incidente | 13      |       |

George Russell riceve un punto addizionale per aver segnato il giro più veloce della gara.

## Classifiche mondiali

### Piloti
| Pos | Pilota           | Punti |
| --- | ---------------- | ----- |
| 1   | Max Verstappen   | 416   |
| 2   | Sergio Pérez     | 280   |
| 3   | Charles Leclerc  | 275   |
| 4   | George Russell   | 231   |
| 5   | Lewis Hamilton   | 216   |
| 6   | Carlos Sainz Jr. | 212   |
| 7   | Lando Norris     | 111   |
| 8   | Esteban Ocon     | 82    |
| 9   | Fernando Alonso  | 71    |
| 10  | Valtteri Bottas  | 47    |
| 11  | Sebastian Vettel | 36    |
| 12  | Daniel Ricciardo | 35    |
| 13  | Kevin Magnussen  | 24    |
| 14  | Pierre Gasly     | 23    |
| 15  | Lance Stroll     | 13    |
| 16  | Mick Schumacher  | 12    |
| 17  | Yuki Tsunoda     | 12    |
| 18  | Zhou Guanyu      | 6     |
| 19  | Alexander Albon  | 4     |
| 20  | Nicholas Latifi  | 2     |
| 21  | Nyck de Vries    | 2     |

### Costruttori
| Pos | Costruttore                  | Punti |
| --- | ---------------------------- | ----- |
| 1   | Red Bull Racing-RBPT         | 696   |
| 2   | Ferrari                      | 487   |
| 3   | Mercedes                     | 447   |
| 4   | Alpine-Renault               | 153   |
| 5   | McLaren-Mercedes             | 146   |
| 6   | Alfa Romeo-Ferrari           | 53    |
| 7   | Aston Martin Aramco-Mercedes | 49    |
| 8   | Haas-Ferrari                 | 36    |
| 9   | AlphaTauri-RBPT              | 35    |
| 10  | Williams-Mercedes            | 8     |

## Decisioni della FIA
Al termine della gara, Kevin Magnussen e Nicholas Latifi vengono convocati dai commissari sportivi per non aver rispettato le istruzioni stabilite dalla direzione gara, guidando troppo lentamente nei giri di ricognizione prima di schierarsi sulla griglia di partenza. Magnussen non riceve sanzioni, mentre Latifi un avvertimento.